# A (映画)
『A』（エー）は、森達也監督による1998年制作の日本のドキュメンタリー映画。オウム真理教の荒木浩を中心に、社会との関わりをとらえた。ベルリン国際映画祭ほか、香港、釜山、ベイルート、バンクーバーなど各国の映画祭で上映された。

## 概要
森達也監督による、オウム真理教を扱ったドキュメンタリーである。被写体は主に当時オウム真理教の広報副部長であった荒木浩であり、タイトルAは荒木（Araki）のA、オウム（Aum）のAに由来するとされる。
地下鉄サリン事件以降、オウム真理教に対する社会の態度をオウムの内部から映し出す。オウム信者の修行や生活の様子、荒木にマイクやカメラを向ける報道関係者の姿や、オウム信者を強引に逮捕する警察官などが撮影されている。森、安岡は逮捕を撮影したビデオを証拠として提出するかどうかで揺れ動くが、結局は提出することにし、信者は釈放された。

## 製作過程
当初、森はワイドショー製作をテレビ局と契約していたが、1か月後に契約を解除された。荒木浩には手紙で取材依頼を申し込み、2回目の手紙で返事が来た。当時依頼したのは自分だけだったと語っている。1995年9月からドキュメンタリーとして撮影を始め、1996年1月に契約した共同テレビジョンからも8月に契約を打ち切られた。
プロデューサーの安岡卓治は、当初若いスタッフをつけるつもりだったが、最終的に森、安岡の二人で制作することにした。また、安岡は亀戸道場での記者会見に同行する際、森に新品のデジタルカメラを渡したが、森の持つカメラが傷だらけ、ホコリだらけで機材の扱い方を知らないことに気付き、新品のカメラを渡したことを後悔した、としている。
撮影した素材テープはおよそ136時間にも及んだ。

## 逮捕シーン
公安警察による逮捕のシーンは転び公妨が初めて映像に記録されたものだと称される、と森自身によって紹介されている。また森は転び公妨より悪質な「転ばせ公妨だ」と評している。
逮捕シーンの映像記録を証拠としてオウム側に提供することに悩んだ際、森は「ニュートラルな位置」に立つ必要があると語ったが、安岡はTBSビデオ問題のようにオウムに加担することで世論を敵に回すことを憂慮した、と書いている。
まさに今撮影中の作品を被写体に起きた事件の証拠として提出する行為は、ドキュメンタリー映画の政治性を端的に示している。また、森と安岡の議論は、撮影という行為によって対象に干渉していながら、にもかかわらず対象に関与しまいとするドキュメンタリー映画の倫理的な葛藤を一層露わにする。

## 批判
自身もオウム真理教の被害者である弁護士滝本太郎は、「教団はこれを世論工作として普及すべく『映画Ａ推進委員会』なる組織を作って協力し、同監督もこれを知っていた」と批判している。

## スタッフ
- 制作 - 安岡卓治
- 監督 - 森達也
- 撮影 - 森達也、安岡卓治
- 編集 - 森達也、安岡卓治
- 音楽 - 朴保